# Hedwig Woermann
Hedwig Woermann ou Hedwig Jaenichen-Woermann (Hambourg, 1er novembre 1879 - Wustrow, 22 décembre 1960) est une sculptrice et peintre allemande.

## Biographie
Hedwig Woermann commence une formation artistique chez le peintre allemand Fritz Mackensen à Worpswede, où elle rencontre Paula Modersohn-Becker, Clara Westhoff, Ottilie Reylaender (de) et Rainer Maria Rilke.
À Paris dès 1900, elle travaille dans l'atelier d'Antoine Bourdelle, impasse du Maine à Paris, entre 1901 à 1903. Elle est un de ses premiers praticiens, aux côtés de Gaston Toussaint et d'Edwin Bucher. Elle a aussi servi de modèle à des œuvres de Bourdelle (dont le buste de La Fiancée (vers 1900) et le torse de L'élève Allemande, (vers 1900)).
Elle a un atelier de sculpture à Rome de 1903 à 1908, année de son mariage avec Johann Jaenichen. En 1909 elle réside dans un appartement à Sceaux où elle travaille jusqu'en 1914. Elle s'installe à Dresde et se met à la peinture. Elle réalise des portraits et des peintures sur soie, une technique dans laquelle elle se spécialise dès la fin des années 1920.
Dans la période de l'entre-deux-guerres, elle voyage à Paris, en Amérique du Sud (surtout à Buenos Aires) et en Afrique. Elle expose à la Galerie Neumann/Nierenhof à Berlin ses Rollbilder (peintures sur tissu roulées) en 1929, et présente une rétrospective de ses œuvres (des peintures essentiellement - sur soie, a tempera vernie - dont un portrait de Joséphine Baker) à la galerie de la Renaissance à Paris en 1931. Elle s'installe définitivement en 1936 à Wustrow, où se trouve sa maison-atelier qu'elle a habitée jusqu'à sa mort en 1960.
Ses œuvres sont conservées en Allemagne. Au musée Bourdelle sont conservées des photographies de Woermann au travail dans l'atelier de Bourdelle et à Rome, ainsi qu'un ensemble de lettres échangées entre Woermann et Bourdelle (douze lettres entre 1901 et 1921).